# Tanahbesar
Tanahbesar, também conhecida como Wokam (em indonésio:  Pulau Tanahbesar ou Pulau Wokam) é uma das quatro ilhas principais do arquipélago das ilhas Aru, situadas no mar de Arafura e que administrativamente integram a província das Molucas, na Indonésia. Com área de 1604 km² é a 241.ª maior ilha do mundo.
Nas proximidades, outras ilhas importantes são Kobroor, Kola e Maikoor. O estreito Sisirwatoe River separa a ilha de Tanahbesar da ilha de Kola, e o estreito Manoembai River separa-a da ilha de Maikoor.